# Ozodiceromya frommeri
Ozodiceromya frommeri är en tvåvingeart som beskrevs av Irwin och Lyneborg 1981. Ozodiceromya frommeri ingår i släktet Ozodiceromya och familjen stilettflugor. Inga underarter finns listade i Catalogue of Life.